# Aspidiotus comorensis
Aspidiotus comorensis är en insektsart som beskrevs av Mamet 1960. Aspidiotus comorensis ingår i släktet Aspidiotus och familjen pansarsköldlöss.
Artens utbredningsområde är Komorerna. Inga underarter finns listade i Catalogue of Life.